# Arroio do Sal
Arroio do Sal is een gemeente in de Braziliaanse deelstaat Rio Grande do Sul. De gemeente telt 7.291 inwoners (schatting 2009).

## Aangrenzende gemeenten
De gemeente grenst aan Terra de Areia en Torres. En via het meer Lagoa Itapeva met de gemeente Três Cachoeiras.